# Lycée Jean-Moulin (Torcy)
Pour les articles homonymes, voir Lycée Jean-Moulin, Jean Moulin (homonymie) et Moulin (homonymie).
Le lycée Jean-Moulin est un établissement d'enseignement secondaire français situé à Torcy, en Seine-et-Marne, dans la région métropolitaine de Paris.
Ouvert en 1985, il tient son nom de Jean Moulin, héros de la Résistance française lors de la Seconde Guerre mondiale.
À partir de 2011, le lycée a été considéré en sous-effectif, comptant 508 élèves pour 1 000 places. Dans le même temps, les populations d'élèves du lycée Martin-Luther-King (en) de Bussy-Saint-Georges et lycée Émilie-Brontë de Lognes étaient à la hausse.
Depuis 2014, le bac ST2S et le bac pro ASSP est proposé en compensation de la fermeture du lycée Arche-Guédon et l'établissement passe à 950 élèves en 2016.